# マレク・アルテール
マレク・アルテール（Marek Halter; 1936年1月27日 -）はフランスの作家、画家、平和運動家。ワルシャワ生まれの（ポーランド系）ユダヤ人で1980年にフランスに帰化。作家としてユダヤ人の歴史について多くの著書を発表するほか、平和運動家として反ユダヤ主義をはじめとする人種主義への抵抗、中東和平、飢餓対策、仏露関係などに貢献している。

## 経歴・業績

### 背景
マレク・アルテールは1936年1月27日、ワルシャワ（ポーランド）に生まれた。父サロモンは印刷所を営み、母パールはイーディッシュ語の詩人であった。
1939年9月1日、ナチス・ドイツ軍がポーランドに進攻。ワルシャワを占領し、ユダヤ人居住区を隔離地域とした（ワルシャワ・ゲットー）。アルテール一家は父サロモンの友人でカトリック教徒の協力を得て、独ソ開戦（1941年）前にゲットーを脱出し、ソ連赤軍が占領したポーランド東部へ逃れ、さらにウクライナを経てモスクワに到着した。モスクワ滞在中に妹のベレニスが生まれたが、まもなくドイツ軍がモスクワへ進撃したため、再びヴォルガ川に近い村ノヴォウゼンスクへ、さらにウズベキスタン東部のコーカンドへ逃れた。コーカンドにはすでに100万人以上の難民が到着していて、赤痢やチフス、飢餓に苦しみ、多数の死者が出ていた。アルテールの両親が入院し、幼い妹ベレニスは託児所に預けられたが、まもなく餓死したと知らされた。ある日、医者がやってきて「両親の命を救いたかったら、米を手に入れなければならない」と言われた。アルテールは、ロバが運ぶ袋に穴を開けて米を盗んだ。見つかって殴られたが、以後も盗みを働きながら生き延びたという。

### 主な活動
1950年、アルテール一家はパリに移住した。51年、イスラエルのキブツで労働に就いたが、画家を目指していたアルテールはパリに戻り、エコール・デ・ボザールに入学。1954年、アルゼンチンで初めての個展を開いた。
1966年、マドリッド滞在中に作家・政治家のホルヘ・センプルンに出会い、翌67年、共に「交渉に基づく中東和平国際委員会」を設立した。1968年の五月革命では画家として多くのポスターを制作した。1976年、中東和平のために描かれたデビュー作『道化師と王たち』を発表。政治、哲学、歴史部門の文学賞である今日賞を受賞した。
1980年、ベルナール＝アンリ・レヴィ、ジャック・アタリ、フランソワーズ・ジルー、アルフレッド・カストレル、ギ・ソルマンらと非政府組織『飢餓に対する行動』(Action Against Hunger) を結成した。同組織は現在、世界50か国で活動を展開し、7,500人が参加している。
1984年、アルレム・デジールらを中心とした人種差別撤廃を訴える団体「SOS人種差別」の立ち上げに参加した。1991年、アンドレイ・サハロフの協力を得て、モスクワ大学内にフランス短期大学を設立した。その後、カザフスタンのアルマトイにも同様のフランス短期大学を設立した。
1994年、彫刻家の妻クララ・アルテールとともに、第二次大戦中にユダヤ人を助けた「義人」を描いたドキュメンタリー映画『ツェデック ― 義人』を制作した（著書『救出者 ― なぜユダヤ人を助けたか』参照）。ツェデックはヘブライ語で「正義」の意味である。
2003年、サンクトペテルブルク市の建都300周年を記念する式典にフランス代表として参加した。クララ・アルテールはこれを記念して、建築家ジャン＝ミシェル・ヴィルモットと「平和の塔」を制作した。この塔には世界32か国語で「平和」の文字が書かれており、アルテールとヴィルモットは同様の趣向のモニュメントとして広島の「平和の門」（被爆60年の2005年制作）とパリのシャン・ド・マルス公園の「平和の壁」（2000年）を制作している。また、アルテールはこれを機会に、『聖書の女たち』全3巻（サラ、チッポラ、リラ）を発表した。
2008年、アルテールの自伝には誤記や不正確な記述が多いことが指摘され、波紋を呼んだ。
同年、レジオンドヌール勲章オフィシエを贈られた。

## 著書
- Le Fou et les Rois (道化師と王たち), 1976 – 今日賞
- Mais (だが・・・) (エドガール・モランとの共著), 1979
- La Vie incertaine de Marco Mahler (マルコ・マーラーの疑わしい生涯), 1979
- Argentina, Argenti (アルジェンティーナ・アルジェンティ), 1979
- La Mémoire d'Abraham (アブラハムの回想録), 1983 – アンテル図書賞
- Jérusalem (エルサレム), 1986
- Les Fils d’Abraham (アブラハムの息子), 1989
- Jérusalem. La Poésie du Paradoxe (エルサレム ― 逆説の詩情), 1990
- Un homme, un cri (ある男、ある叫び), 1991
- Les Fous de la paix (平和の道化師), 1994
- La Force du Bien, 1995
  - 『救出者 ― なぜユダヤ人を助けたか』幸田礼雅訳, 日本放送出版協会, 1997
- Le Messie (救世主), 1996
- Toulon (トゥーロン), 1998
- Les Mystères de Jérusalem, Robert Laffont, 1999
  - 『エルサレム・ミステリー ― ユダヤ謎の古文書を追え』広津倫子訳, 徳間文庫, 2000
- Le Judaïsme raconté à mes filleuls (私の名付け子に語るエルサレム), 1999
- Le Vent des Khazars (ハザールの風), 2001
- La Bible au féminin, tome 1 : Sarah, 2003
  - 『美しき呪いの女サラ ― 聖書の女たち』藤本優子訳, ソニー・マガジンズ / ヴィレッジブックス, 2005
- La Bible au féminin, tome 2 : Tsippora¸2004
  - 『モーセを愛した女 ― 聖書の女たち』藤本優子訳, ソニー・マガジンズ / ヴィレッジブックス, 2004
- La Bible au féminin, tome 3 : Lilah, 2005
  - 『悲しき恋を追う女リラ ― 聖書の女たち』藤本優子訳, ソニー・マガジンズ / ヴィレッジブックス, 2006
- Marie (マリア), 2006
- Bethsabée : Ou L'Éloge de l'adultère (バテシバ ― 姦通礼賛), 2006
- Je me suis réveillé en colère (私は憤りのあまり目覚めた), 2007
- La Reine de Saba (シバの女王), 2008
- Le Kabbaliste de Prague (プラハの神秘主義者), 2010
- Histoires du peuple juif (ユダヤ人の歴史), 2010
- La Rencontre (出会い) (短編集), 2010
- L'Inconnue de Birobidjan (ビロビジャンの見知らぬ男), 2012
- Faites-le! (やりなさい!), 2013
- Khadija, les femmes de l'Islam (1) (ハディージャ ― イスラム教の女たち), Robert Laffont, 2014
- Réconciliez-vous ! (和解), Robert Laffont, 2015
- Fatima, les femmes de l'Islam (2) (ファティマ ― イスラム教の女たち), Robert Laffont, 2015
- Aïcha, les femmes de l'islam (3) (アーイシャ ― イスラム教の女たち), Robert Laffont, 2015
- Je rêvais de changer le monde. Mémoires (世界を変える夢を見ていた ― 回想録), Robert Laffont / XO, 2019

## 参考資料
- Marek Halter (babelio.com)
- INTERVIEW Marek Halter (l'Express)
- Le rêve de Marek Halter (Interview) (Paris Match)